# فرمیستا
فرمیستا (به اسپانیایی: Frómista) یک شهرستان در اسپانیا است که در استان پالنسیا واقع شده‌است.

## خصوصیات
فرمیستا ۴۶٫۵۹ کیلومترمربع مساحت و ۸۲۲ نفر جمعیت دارد.